# Famille Ouvarov

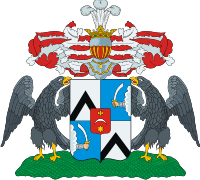
Armoiries de la famille Ouvarov

Les représentants de la famille Ouvarov (en alphabet cyrillique : Уваровы) appartenaient à une très ancienne famille de la noblesse russe d'origine tatare, dont les membres portèrent le titre de comte ; leur domaine se situait dans la région de Smolensk. Cette famille se mit au service de la Russie impériale au cours de la seconde moitié du XVe siècle.

## Blasonnement de la famille Ouvarov
L'écu est divisé en quatre parties, au centre, un bouclier en émail rouge orné en son milieu par une croix, un croissant de lune et une étoile d'or. Les 1re et 2e parties sont ornées de chevrons sable sur fond d'argent. Les 2e et 3e parties sur fond azur représente un bras portant un canon d'avant-bras et armé d'une épée sortant d'un nuage. Le bouclier est surmonté d'un heaume coiffé d'une couronne ornée de trois plumes d'autruche. Un lambrequins azur et argent part du heaume et surplombe l'écu. A dextre et à senestre les supports sont des aigles noires aux ailes déployées.

## Membres célèbres de la famille Ouvarov
- Alexandre Fiodorovitch Ouvarov (1745-1811), lieutenant-général, il se distingua lors de la guerre russo-turque de 1768-1774, l'insurrection des gentilshommes patriotes polonais.
- Alexeï Sergueïevitch Ouvarov (1825-1884), comte, archéologue, l'un des fondateurs de la Société archéologique de Moscou.
- Sergueï Semionovitch Ouvarov (1786-1855), comte, ministre de l'Instruction publique de Russie de 1833 à 1849, père du précédent.
- Fiodor Petrovitch Ouvarov (1773-1824), général de cavalerie, il fut l'un des conspirateurs lors de l'assassinat de Paul Ier de Russie, il prit part aux guerres napoléoniennes.